# 江婕妤
江婕妤（?—?），中国南北朝南朝宋孝武帝刘骏的妃嫔，被封为婕妤。
江婕妤生刘骏第十二子刘子玄，後生刘骏第十七子刘子况，南朝宋大明五年（461年）生刘骏第二十三子刘子霄。刘子玄、刘子况早夭，未封王。大明八年（464年）刘子霄夭折，追封淮阳王。